# Stade oral
Pour un article plus général, voir Sexualité infantile (psychanalyse).
 (avril 2020).
Si vous disposez d'ouvrages ou d'articles de référence ou si vous connaissez des sites web de qualité traitant du thème abordé ici, merci de compléter l'article en donnant les références utiles à sa vérifiabilité et en les liant à la section « Notes et références ».
Le stade oral est un stade de la théorie de la sexualité infantile freudienne, décrit en 1905, puis finalisé en un ajout de 1915, dans Trois essais sur la théorie de la sexualité. C'est le premier stade de l'évolution libidinale, après le narcissisme primaire.
| Stade oral      | → | Stade anal (+ oral) | → | Stade phallique (+oral, +anal)       | → | Période de latence (+oral, +anal, +phallique) | → | Stade génital |
|                 |   |                     |   |                                      |   |                                               |   |               |
| Jusqu'à 18 mois |   | De 18 mois à 3 ans  |   | De 3 ans à 7 ans Situation œdipienne |   | Dès 7-8 ans                                   |   | Adolescence   |

## Description de la théorie du stade oral

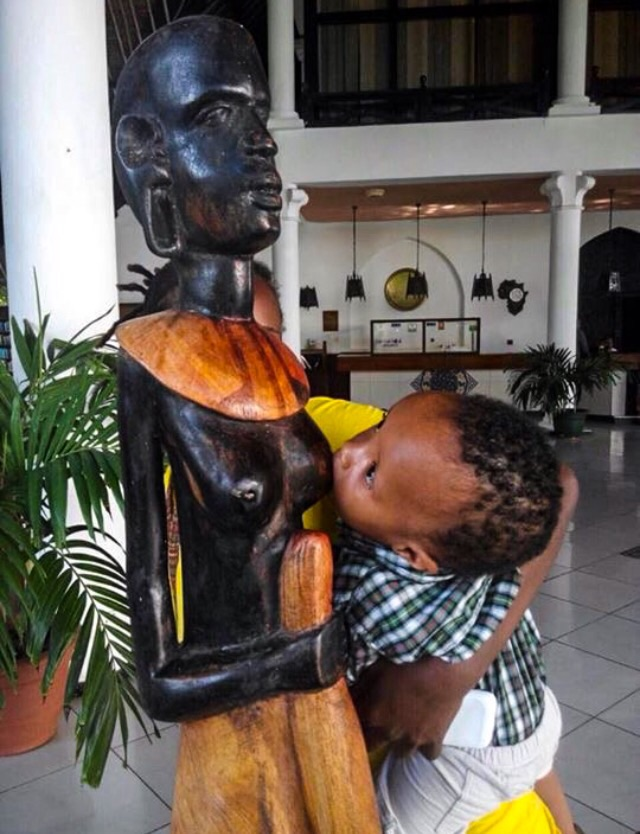
Bébé kényan tétant une statue.

Selon la théorie freudienne, la zone érogène privilégiée au stade oral est la sphère buccale et œsophagienne, étayée sur l'activité motrice de succion, par la tétée. Le plaisir oral déborde évidemment la simple satisfaction de la faim, le prototype de la conduite masturbatoire au stade oral étant le suçotement.
Freud distingue deux phases prégénitales, oral/cannibalique et sadique-oral. Dans la première phase, le but sexuel réside dans l’incorporation de l’objet. Le moi élit un objet qu’il aimerait s’incorporer. Freud identifie la succion du nourrisson comme l’acte le plus important de la vie du nourrisson car il satisfait sa faim et son plaisir sexuel. Le second stade sadique-oral est lié au développement de la dentition. Plus tard le suçotement se retrouve dans le baiser, des pratiques perverses, dans le plaisir de fumer et boire ou si refoulé, peut provoquer des troubles alimentaires.
Karl Abraham a divisé le stade oral en deux sous-stades :
- Le stade oral précoce ou préambivalent, où le plaisir est lié à la succion.
- Le stade oral-cannibalique ou sadique oral, où le plaisir est lié à la morsure.

Le but de la pulsion orale est l'incorporation, qui fournit le mode identificatoire propre à cette organisation libidinale : les fantasmes oraux tournent autour du fait de manger ou d'être mangé.
Les psychanalystes de l'école de la relation d'objet se sont particulièrement intéressés au stade oral, Melanie Klein la première, en théorisant le sein comme bon ou mauvais objet oral (le clivage anaclitique), et les fantasmes associés à cette organisation libidinale.
Le « fruit social » de ce stade oral est le langage, la parole. C'est-à-dire que l'enfant « sort » de ce stade lorsqu'il peut parler.